# 크라소스 전투

아나톨리아와 비잔틴-아랍 국경 지역. 서기 780년.

크라소스 전투(Battle of Krasos)는 804년 8월 니키포로스 1세(r. 802–811) 황제 휘하의 비잔틴 제국과 이브라힘 이븐 지브릴 휘하의 아바스 왕조 군대 사이에 벌어진 아랍-비잔틴 전쟁의 전투이다. 802년 니케포로스의 가입으로 비잔티움과 아바스 왕조 사이의 전쟁이 재개되었다. 804년 늦여름에 아바스 왕조는 관례적인 습격 중 하나를 위해 비잔틴 소아시아를 침공했고 니케포로스는 그들을 만나러 나섰다. 그러나 그는 크라소스(Krasos)에 놀라 큰 패배를 당했고 간신히 목숨을 건졌다. 이후 휴전과 포로 교환이 이루어졌다. 그의 패배와 이듬해 대규모 아바스 왕조의 침공에도 불구하고 니케포로스는 칼리프국 동부 지방의 문제로 인해 아바스 왕조가 평화를 맺을 때까지 인내했다.